# الهيئة العامة للشباب الكويتية
الهيئة العامة للشباب الكويتية هي إحدى الهيئات العامة التي ينظمها القانون رقم 100 لسنة 2015، وفي عام 2021 تم دمج وزارة الدولة لشؤون الشباب مع الهيئة العامة لشؤون الشباب التي تعنى بدورها بشؤون الشباب من خلال مشاركتهم في إعداد وتطوير استراتيجيات الهيئة.
تتولى الهيئة العامة للشباب الكويتية مسؤولية كل ما يتعلق بالشباب، من خلال دمج تطلعاتهم مع أهداف الهيئة، وتنظيم وتبادل المعرفة، وبناء توافق مجتمعي وطني. وتتولى الهيئة المهام التالية:
- الحفاظ على الهوية الوطنية الكويتية.
- إيجاد التوازن بين الحقوق والواجبات.
- التربية على قيم التوازن الفكري
- حماية الشباب فكريا واجتماعيا وثقافيا وعمليا.
- الانفتاح على العالم والثقافات الأخرى.
- تبني البرامج والمشاريع التي تعزز مهارات الشباب لمساهمتهم الاجتماعية والاقتصادية.

المصادر:   

## مهام الهيئة
تسعى الهيئة العامة للشباب إلى تحقيق أهدافها وممارسة دورها التنفيذي من خلال الاختصاصات التالية:
- اعتماد وتنفيذ المقترحات الخاصة بفئة الشباب.
- تنظيم الأنشطة التربوية والثقافية والعلمية في مختلف التخصصات والمجالات.
- تسهيل مشاركة الشباب في الفعاليات والدورات والمهرجانات والمؤتمرات المحلية والعربية والدولية، بالتنسيق مع الجهات المختصة.
- الإشراف على مراكز الشباب ورعايتها وتقديم الدعم المالي والإداري والخدمي لها.
- التحضير لمنتديات حوارية منظمة ومستمرة مع الشباب
- - بناء قاعدة بيانات مركزية للبيانات والمعلومات الخاصة بالشباب الكويتي ذات الصلة بالقانون، والعمل على تحديثها بشكل دائم.

المصادر:   